# Bischofskragen
Der Bischofskragen ist ein Kragen aus Kettengeflecht (ähnlich dem Kettenhemd), der über dem Brustpanzer getragen wird.

## Beschreibung
Das vernietete und verschweißte Kettengeflecht ist in Dreiecksform gearbeitet. Dieser Ringpanzerkragen schützt den oberen Brustbereich und die Schultern. Obwohl er nicht soviel Schutz bietet, ist er ein guter Ersatz für einen Panzerkragen. Es ist historisch belegt, dass dieser Kragen häufig von den Landsknechten des 15. und 16. Jahrhunderts verwendet wurde. Die Bezeichnung Bischofskragen ist auf seine Form zurückzuführen, da der Kragen eines Bischofs, ähnlich diesem Ringpanzerkragen, weit geschnitten ist und über Schultern und Brust hängt.
Neben dem kurzen Bischofskragen sind auch längere, ponchoartige Exemplare überliefert. Diese Sonderform wird als Bischofsmantel bezeichnet. Solche Panzerungen wurden meist von Fußtruppen als Körperschutz verwendet. Ein nahezu vollständig erhaltenes Exemplar aus dem 16. Jahrhundert befindet sich in den Beständen der Kunstsammlungen der Veste Coburg (Inv.Nr. I.E.1).